# کریس ژوریس
کریس ژوریس (انگلیسی: Chris Joris؛ زادهٔ ۳۰ نوامبر ۱۹۵۲) نوازنده پیانو و آهنگساز سبک جاز اهل بلژیک است.